# Laeliopsis (lasiocampídeos)
Laeliopsis (Anthelidae) é um gênero de mariposa pertencente à família Anthelidae.

## Distribuição
São originárias da Austrália e da Nova Guiné.